# Јерон Мелитински
Свети мученици Јерон Мелитински с дружином су ранохришћански мученици пострадали у граду Мелитина у Јерменији (сада Малатија) током прогона хришћана под царем Диоклецијаном.
Православна црква их прославља 20 (7) новембра и то: Јерон, Исихије, Никандар, Атанасије, Мамант, Варахије, Калиник, Теаген, Никон, Лонгин, Теодор, Валерије, Ксант, Теодул, Калимах, Евгеније, Теодок, Острихије, Епифаније, Максимијан, Дукиције, Клаудијан, Теофил, Гигантије, Доротеј, Теодот, Кастриције, Аникита, Фемелије, Евтихије, Иларион, Диодот, Амонит.

## Житије
Римски цареви су током 3. века били ревносни поклоници идола и прогонитељи хришћана. Када су чули да су становници области Јерменије и Кападокије, противно царским уредбама, одбили да се поклоне идолима, послали су два лукава и предана паганству војника, наредивши им, најпре, да истребе све тамошње хришћане и друго, да се у војску упишу сви војнички способни мушкарци и младићи. Посланици су извршили вољу царева.
Младићи су требали да уђу у додатни одред војске, који је био намењен, посебно, да се супротстави хришћанству, које је било распрострањено у Јерменији и Кападокији у време Диоклецијанове владавине и тврдоглаво се супротстављало царевој заповести да се поштују идоли и паганске уредбе. Јерон и други регрути, одбијајући да служе цару који је прогоио хришћане, послани су, у пратњи војника, у оближњи град Мелитину. У Мелитини су били затворени. Када су позвани на саслушање, исповедали су хришћанство са непоколебљивом чврстоћом, и никакве претње, никаква ласкава обећања нису их могли натерати да се одрекну Христа. Тада су сви осуђени на смрт. Пре тога су били подвргнути окрутним мучењима. После мучења, мученици су живели још неколико дана у затвору; затим, поново позвани на суд и поново одбивши да се одрекну Христа после тешког батина, једва живи, бачени су у тамницу; следећег јутра сви су побијени. Њихова тела хришћани су тајно  сахранили.
Како сведочи Прокопије, када се градила црква Свете Ирине, тела светих мученика нађена су нетрулежна.